# Het ecologistisch manifest
Het ecologistisch manifest is een uit 1989 daterend pamflet van 63 bladzijden, geschreven door Patrick Florizoone en uitgegeven door EPO (Berchem) en De Geus (Breda).
De auteur plaatst de ecologisten als revolutionaire beweging in een internationaal en historisch kader. Omdat ze geweldloosheid prediken, worden ze niet echt bestreden, getolereerd en zelfs het hof gemaakt. Florizoone beschouwt het ecologisme als het "derde kind" van de Verlichting, na het liberalisme en het socialisme, op dewelke hij zware kritiek heeft omdat ze beide geloven in "oneindige materiële groei". Hoewel de auteur evenmin zijn kritiek spaart op de verschillende strekkingen van de groene stroming, beklemtoont hij met name het positieve van de "concrete utopie" waarvoor hij pleit.
Florizoone was medewerker van De Groenen en was 1990 tot 1997 hoofdredacteur van het ecologistische maandblad EcoGroen.